# Theodor Boveri
Theodor Heinrich Boveri (Bamberga, 12 ottobre 1862 – Würzburg, 15 ottobre 1915) è stato un biologo tedesco.

## Biografia
Theodor Boveri fu il secondo di quattro figli. Suo padre era medico con forti inclinazioni artistiche. Egli lasciò in eredità queste capacità al figlio che divenne un abile pianista e un buon pittore.
I suoi primi studi furono classici ed avvennero tra il 1868 e il 1875 al Realgymnasium di Norimberga. Nel 1881 si iscrisse alla facoltà di lettere all'Università di Monaco ma l'abbandonò solo dopo un semestre e passò alla facoltà di Biologia. Lì si laureò con una tesi in anatomia comparata dal titolo: "Contributo alla conoscenza sulle fibre nervose nei rettili".Rimase per qualche anno nella facoltà di Biologia, all'Università di Monaco, lavorando come assistente nel dipartimento di Zoologia e Zoopatologia.Theodor Boveri si sposò con la statunitense Marcella O'Grady, che appartenne alla prima generazione di donne che negli Stati Uniti d'America ottenne l'accesso alle università. Sua figlia Margret Boveri (1900–1975) divenne una giornalista tedesca e suo fratello Walter Boveri, era un noto industriale svizzero. Conseguì anche il PhD, Magna Cum Laude nel 1885, con una tesi di Zoologia sul confronto nei meccanismi di bilanciamento cromosomico tra insetti Olometaboli (Bombyx mori) e Emimetaboli (Locusta migratoria). Nel 1912 gli venne offerta la carica di direttore dell'Istituto di Biologia Kaiser Wilhelm di Berlino ma fu costretto a rifiutarla per il suo stato di cattiva salute. Nel 1914, dopo aver compiuto il suo ultimo viaggio a Napoli, una città che lo aveva colpito molto, trascorse l'ultimo anno della sua vita in Germania turbato dallo scoppio della prima guerra mondiale e soffrendo per i gravi collassi che lo colpirono.

## Opera scientifica
La maggior parte della sua opera scientifica fu dedicata, come scrisse, allo studio di quei processi “per mezzo dei quali a partire da materiali della riproduzione forniti dai genitori sorge un nuovo individuo dotato di qualità definite” ovvero ai processi di ereditarietà e sviluppo. Boveri approfondì le teorie di alcuni studiosi a lui contemporanei come Weismann, Oskar Hertwing, van Beneden, usando per le sue ricerche l'uovo dell'Ascaris megalocephala che conteneva 2 o 4 cromosomi grandi. Tramite ciò notò che l'uovo si divide e fornisce metà del suo materiale nucleare a quelli che definì “due corpi polari”. In questo modo ogni cromosoma risulta diviso a metà e poi ricompletato con mezzo cromosoma di provenienza spermatica che si aggiunge alla fecondazione.
Nel 1888 coniò il concetto di centrosoma e ne dimostrò la sua funzione nello sviluppo dell'uovo fecondato.
Nel 1900 motivò con Walter Sutton la teoria cromosomica dell'ereditarietà. In conclusione dei questi studi egli capì che dal punto di vista morfologico i cromosomi sono “elementi organizzati autonomamente nella cellula” e passano da questa alle cellule figlie e da un individuo alla sua discendenza. 
La domanda che si pose a quel punto fu se la totalità dell'informazione ereditaria fosse contenuta in ciascun singolo cromosoma o in esso fosse contenuto solo una porzione del materiale ereditario.
Allora, tra il 1901 e il 1905 dopo vari esperimenti espose la tesi riguardante il significato differenziato dei cromosomi. Egli mostrò che le cellule sottoposte a diminuzione (assorbimento di cromosomi ad opera del citoplasma) davano origine alle cellule somatiche, quelle che invece non erano sottoposte a tale processo davano origine alle cellule germinali.
Boveri fece molte ricerche in altri ambiti.
Ad esempio per quanto riguarda l'anatomia comparata studiò l'anfiosso che presentava delle somiglianze con i vertebrati. Egli notò che le sue cavità genitali avrebbero potuto corrispondere ai tubuli renali dell'embrione di vertebrato.
Inoltre fece delle ricerche sul significato filogenetico dei fotorecettori e capì che il calice ottico dei vertebrati poteva in qualche modo derivare da questa struttura.
Infine concepì in termini cellulari il problema dei tumori ed elaborò una teoria in base alla quale le cellule tumorali possono divenire maligne a causa di un numero anormale di cromosomi.

## Scritti principali
- "Zur Frage der Entstehung maligner Tumorem", Jena 1914.
- " Über die Befruchtung der Eier von Ascaris megalocephala"
- "Die Blastomerenkerne von Ascaris megalocephala und die Theorie der Chromosomenindividualität"